# Scinax castroviejoi
Scinax castroviejoi és una espècie de granota que es troba a Bolívia i, possiblement també, a l'Argentina.